# Союз-17
«Союз-17» — советский пилотируемый космический корабль серии «Союз».
Произвел стыковку со станцией «Салют-4».

## Экипаж
Основной экипаж
- Алексей Губарев — командир корабля (1-й космический полёт)
- Георгий Гречко — бортинженер (1-й космический полёт)

Дублирующий экипаж
- Василий Лазарев — командир
- Олег Макаров — бортинженер

Запасной экипаж
- Пётр Климук — командир
- Виталий Севастьянов — бортинженер

## Описание полёта

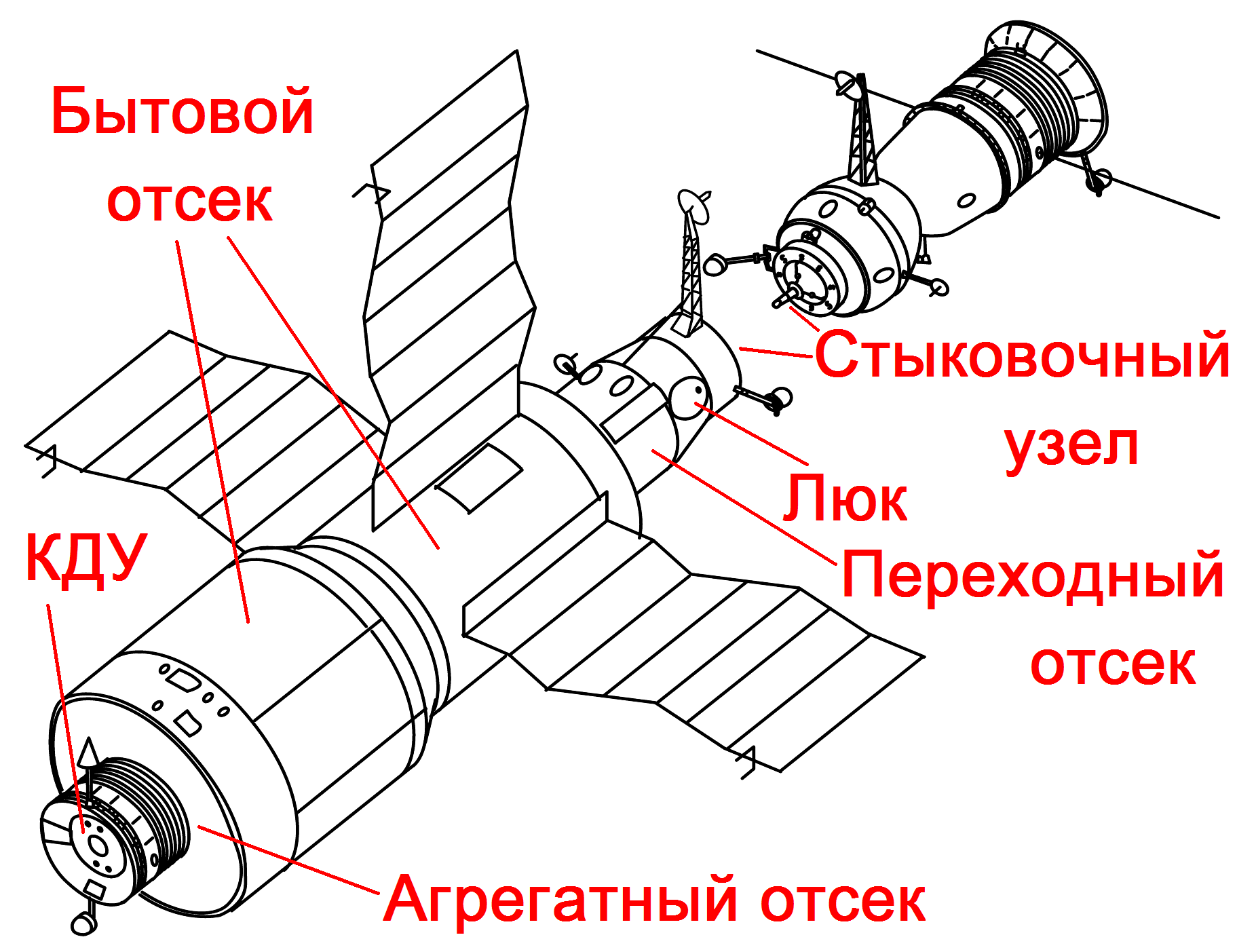
«Салют-4» и «Союз»

Первая экспедиция на орбитальную станцию «Салют-4».
Астрофизические эксперименты были одним из основных компонентов экспедиции, так как «Салют-4» находился на высокой орбите.
Экипаж позже обнаружил, что основное зеркало солнечного телескопа было повреждено под воздействием прямых солнечных лучей, из-за отказа системы наведения. Экипаж смог устранить неисправность.

В первом полёте мне вынесли выговор за нарушение режима труда и отдыха. Не работал самый мощный телескоп на станции. И я пытался его починить за счёт времени на еду, на сон. Мне сказали: «Телескоп снаружи, а ты внутри. Скафандров нет для выхода. Что ты зря теряешь время?» И объявили мне выговор. А я телескоп всё-таки починил. Через несколько лет меня вызвали в Дом науки. Оказывается, астроном нашёл неизвестный астероид и назвал его моим именем. Именно астроном из той обсерватории, чей телескоп я починил. Я использовал для этого даже медицинское оборудование. Получается — я его не починил, а вылечил.
— Георгий Гречко
Проведён большой комплекс исследований Солнца, планет и звёзд в широком диапазоне спектра электромагнитных излучений.